# Opéra de Montréal
Die Opéra de Montréal ist ein Opernensemble mit Sitz in der kanadischen Stadt Montreal. Die Aufführungen finden überwiegend im Kulturzentrum Place des Arts statt.
Gegründet wurde das Opernensemble im Jahr 1980 durch das Kulturministerium der Provinz Québec. Es ersetzte die Opéra du Québec, die von 1971 bis 1975 existierte. Die Opéra de Montréal hat es sich zum Ziel gesetzt, insbesondere junge Sänger, Dirigenten, Regisseure und Bühnenbildner aus Québec zu fördern sowie in Ausbildung befindliche Sänger an ein größeres Publikum heranzuführen. Eine Besonderheit sind kurze Auftritte in Metrostationen. Als Hausorchester wechseln sich das Orchestre symphonique de Montréal und das Orchestre Métropolitain ab.

## Künstlerische Leiter
- Jean-Paul Jeannotte (1980–1989)
- Bernard Uzan (1989–2001)
- Bernard Labadie (2002–2006)
- Michel Beaulac (seit 2006)